# 吉尔吉斯斯坦共产党人党
吉尔吉斯斯坦共产党人党（羅馬化：Kyrgyzstan Kommunistterinin Partiyasy，羅馬化：Partiya Kommunistov Kirgizii，缩写为、PKK）是吉尔吉斯斯坦的一个共产主义政党。该党成立于1992年6月22日，源自蘇聯時期的吉尔吉斯斯坦共产党。它的意识形态是共产主义、马克思列宁主义。它的政治立场是左翼。它的领袖是伊斯哈克·马萨利耶夫，主席是布迈拉姆·马马塞托娃。它的总部位于比什凯克。它是共产党和工人党国际会议和共产党联盟—苏联共产党的成员。在2021年吉尔吉斯斯坦议会选举中，该党领袖伊斯哈克·马萨利耶夫作为“联合吉尔吉斯斯坦”党候选人当选为最高议会议员。